# 栗原敬三
栗原 敬三（くりはら けいぞう、1912年（大正元年）9月15日 - 2007年（平成19年）3月30日）は、昭和から平成時代初期の政治家。東京都板橋区長。

## 経歴
東京府出身。1935年（昭和10年）日本大学専門部を卒業し東京市臨時国勢調査部に奉職する。戦後、1946年（昭和21年）板橋区総務課に転じ、教育長、助役を経て、1979年（昭和54年）板橋区長に当選した。3期務め、1991年（平成3年）引退した。

## 栄典
勲章等
- 1991年（平成3年） - 勲三等瑞宝章[1]